# Carles Pujol Aupí
Carles Pujol Aupí (Figueres, 1965) és un periodista figuerenc, fundador i responsable de Tramuntana TV, especialitzat en música i informació local. És autor dels llibres Picap, 20 anys: del vinil al DVD i Sangtraït: els fills del vent. Abans de dedicar-se a impulsar Tramuntana TV, la seva activitat va estar lligada a la ràdio Cadena 100 de Figueres, Lleida i Girona. L'any 2010 rebé el Premi Carles Rahola de Comunicació Local al millor projecte sobre comunicació periodística amb el Projecte «Nova comunicació local online per Tramuntana TV».

## Obra
- Picap, 20 anys : del vinil al DVD. Sabadell: Picap, 2004, 222 p.
- Sangtraït : els fills del vent. Barcelona: La Magrana, 1993, 95 p. ISBN 8474106826
- Vents que canvien. Revista de Girona 274, p. 88-91 Vents que canvien